# まっしろ (ビッケブランカの曲)
「まっしろ」は、2018年10月17日にavex  traxから発売された、日本のシンガーソングライター・ビッケブランカのメジャー3作目の配信限定シングル。

## 概要
- ビッケブランカの配信限定シングルはこれで4作目となる。
- 前作の配信限定シングル「Take me Take out」から約1年半振り、CDシングル「夏の夢/WALK」からは約2か月振りのリリースである。
- 2019年1月16日付の有線放送リクエストランキングで1位を獲得[2]。

## 収録曲
作詞・作曲・編曲：ビッケブランカ
1. まっしろ

## タイアップ
- テレビドラマ獣になれない私たち挿入歌[3]
- 日本テレビ系『スッキリ』 2月テーマソング[4]

## 中国語バージョン
- 2019年9月25日に、「最後一公里～まっしろ～」という曲名で、台湾のシンガーソングライター徐佳瑩(ララ・スー/Lala Hsu)作詞による中国語バージョンがavex  traxから配信限定でリリースされた。その後、11月15日に、ミュージック・ビデオが公開された[5]。

### 収録曲
作詞:徐佳瑩
作曲・編曲:ビッケブランカ
1. 最後一公里～まっしろ～